# صنهاب (ذي السفال)

تعديل مصدري - تعديل

صنهاب محلة تابعة لقرية الوادي، التابعة لعزلة العنسيين بمديرية ذي السفال إحدى مديريات محافظة إب في الجمهورية اليمنية، بلغ تعداد سكانها 443 حسب تعداد اليمن لعام 2004.